# Sillycore

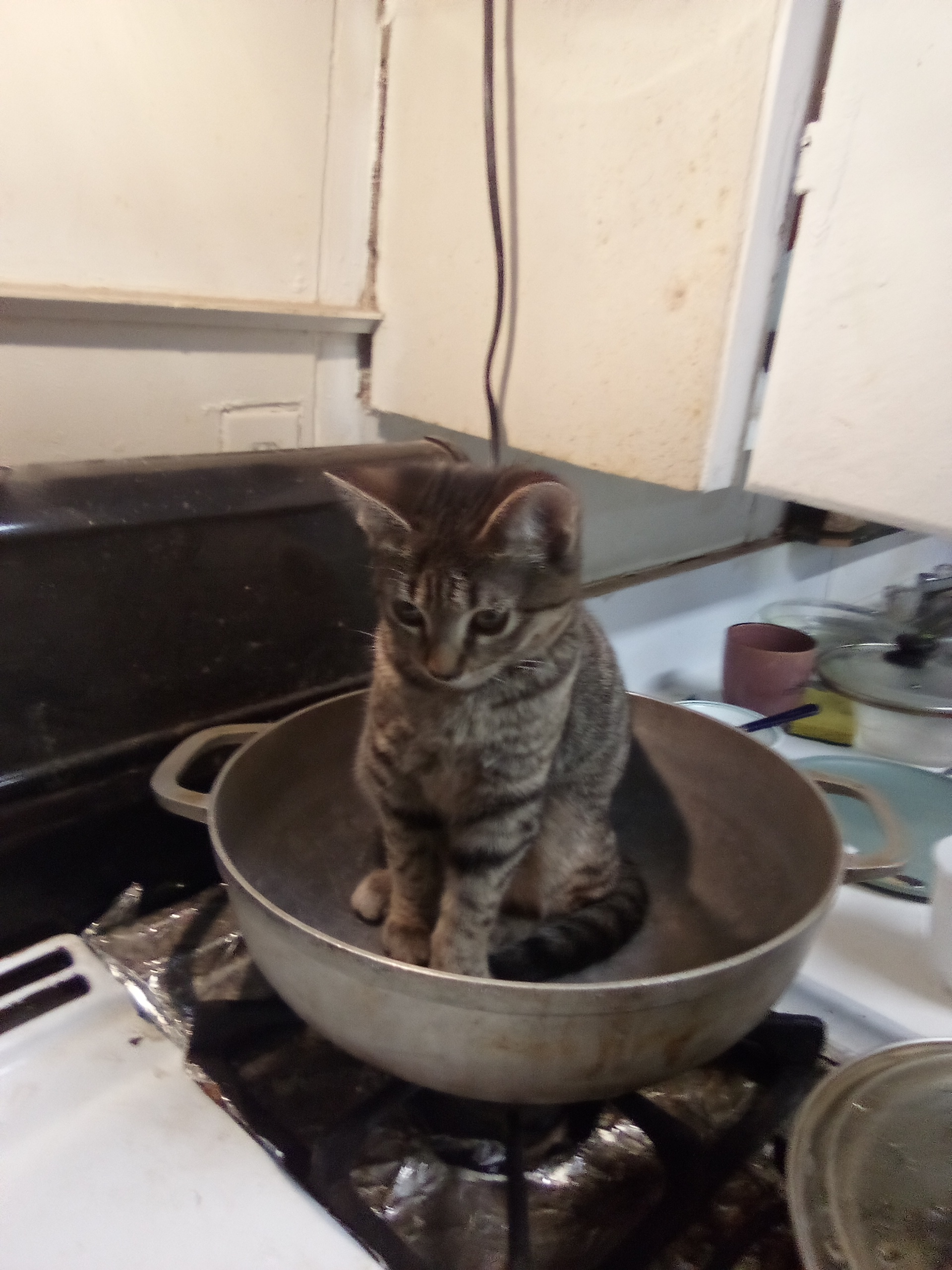
Las imágenes graciosas de animales son un elemento recurrente en el sillycore.

Sillycore (o simplemente silly) es una estética de internet que surgió alrededor del año 2020. Su nombre proviene del inglés silly, que se traduce como "tonto", "infantil", "absurdo" o "trivial". Popularizada por jóvenes y adolescentes en redes sociales, esta estética ecléctica se caracteriza por el uso de memes, a menudo protagonizados por animales e imágenes de la cultura popular. Se define como un estilo gracioso, tierno, colorido y desordenado, que en ocasiones se relaciona con culturas asiáticas y la estética kidcore. Su esencia se centra en la idea de realizar acciones impredecibles e inusuales como forma de expresión espontánea y auténtica. Mientras que para algunos este comportamiento puede percibirse como problemático, para otros representa una manifestación de libertad y alegría.

## Características de la estética

### Visual
El sillycore se distingue por el uso de memes, imágenes de baja calidad (lo-fi) y referencias a la cultura popular tanto asiática como occidental. Es común encontrar imágenes de animales, animes, videojuegos, doodles, line-art, dibujos a mano con crayones, peluches y stickers. Visualmente, emplea técnicas como el collage, los dibujos creados con Microsoft Paint, los gifs, imágenes 3D y pixel art. En el lenguaje escrito, se caracteriza por el uso de español informal, jerga de internet, kaomoji y emojis.

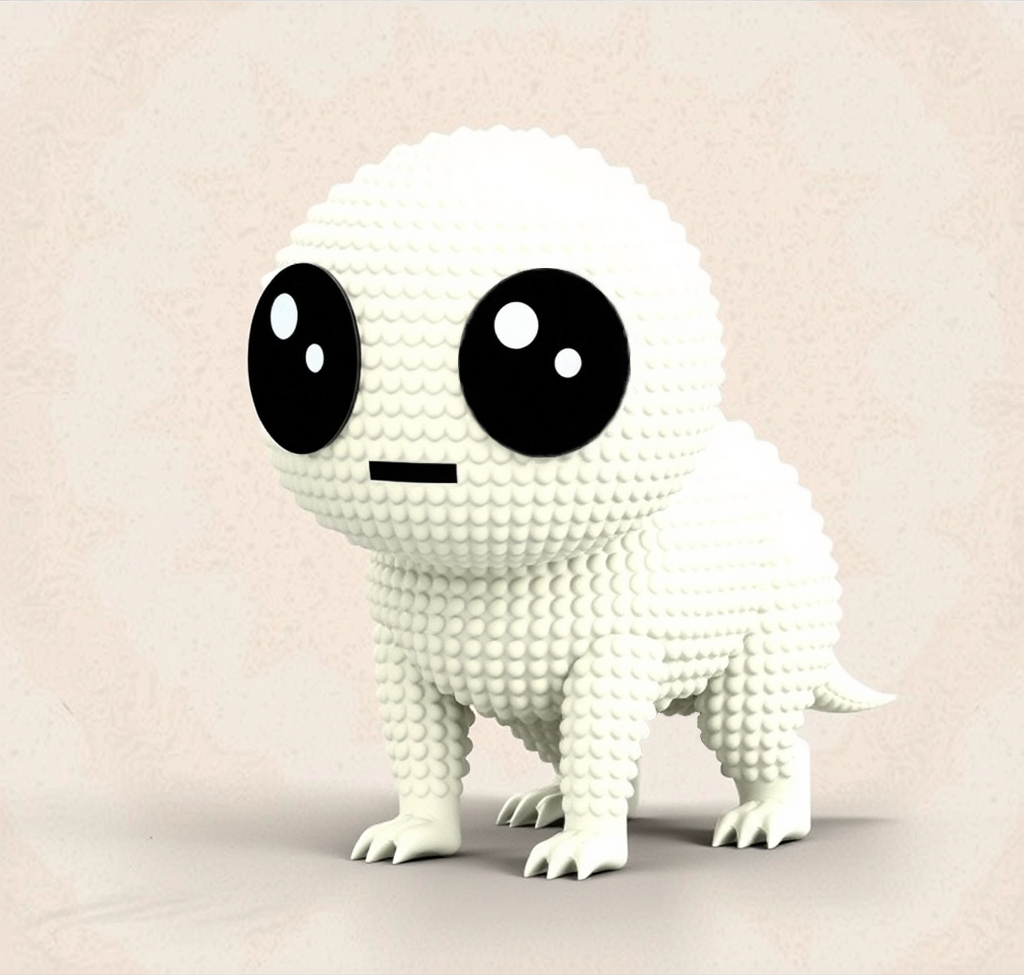
TBH creature o Yippee (fanart)

En la edición de vídeo, se utilizan transiciones, superposiciones de imágenes, filtros de baja calidad, repeticiones y efectos exagerados, como explosiones y zooms abruptos. Los vídeos suelen incluir clips de animales, fragmentos de anime, animaciones cortas y material humorístico de internet.
Además, dentro de esta estética han surgido personajes sillys creados en MS Paint con formas simples, a menudo circulares, y caras de emoticono como =D, OwO o :3. Entre los más conocidos se encuentra la TBH creature o Yippee.

### Moda
La moda sillycore se caracteriza por una impronta personal y original. Frecuentemente se utiliza ropa colorida, holgada, con patchwork, estampados y apliques de dibujos o memes de animales. Es común la creación manual de accesorios como llaveros, collares y otros complementos. En general, se combinan prendas de manera inusual, generando atuendos similares al mix and match o la moda harajuku. Posee influencias y elementos de estilos como el kawaii, decora, hip hop y otros estilos con los que se combina. Se tiende a mezclar estilos dispares, como ropa de oficina con prendas kidcore.

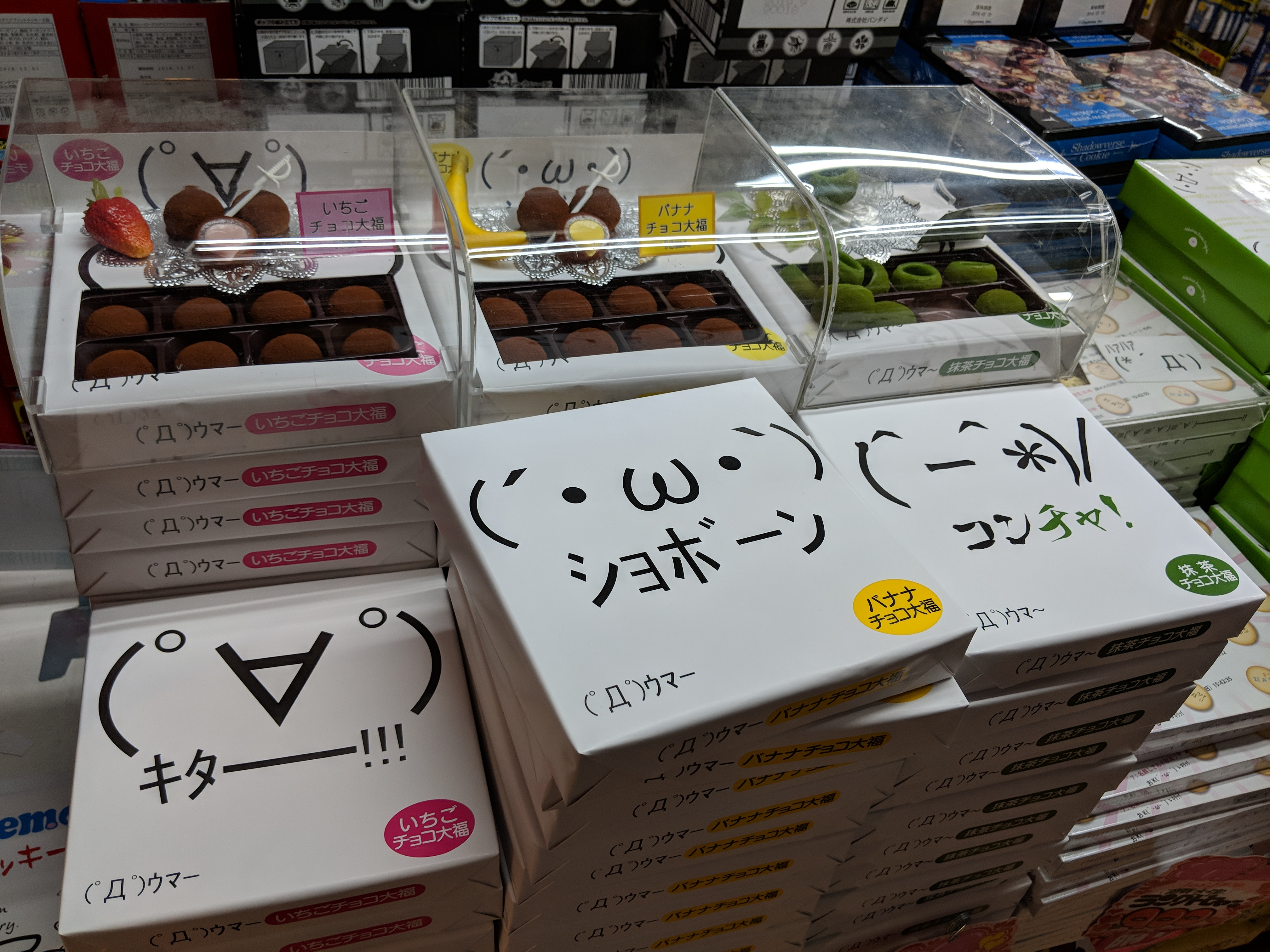
Los kaomojis, junto con los emojis, son habituales en la comunicación dentro de la comunidad sillycore.

### Música
El sillycore musical es un género lúdico y extravagante que combina elementos del pop, J-pop y música electrónica con letras humorísticas y absurdas. Se caracteriza por la fusión de sonidos electrónicos, voces distorsionadas y ritmos juguetones. Con una actitud alegre y despreocupada, el sillycore musical suele incluir melodías pegadizas, ritmos dinámicos e instrumentación poco convencional, como el kazoo, instrumentos de juguete y efectos de sonido caricaturescos.
Este estilo incorpora influencias de géneros como el vocaloid, chiptune, breakcore y future bass, y ocasionalmente se mezcla con ritmos como la bossa nova y el shibuya-kei. Las letras de las canciones suelen centrarse en temas sin sentido, juegos de palabras y repeticiones, reforzando la estética caótica del movimiento.

## Historia
El sillycore surgió en torno al año 2020 dentro del ámbito de la cibercultura. Su desarrollo se vio influenciado por la nostalgia de los años 1990 y 2000. En sus inicios, se caracterizaba principalmente por el uso de memes de animales (especialmente perros y gatos), emojis, imágenes tiernas y ediciones visuales de baja calidad. También destacaba su asociación con ropa holgada, peluches y dibujos realizados con programas sencillos como Microsoft Paint.

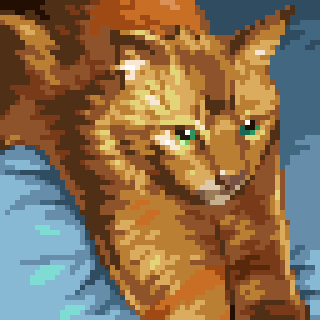
El pixel art es un recurso visual frecuente en el movimiento sillycore.

Con el tiempo, la estética comenzó a fusionarse con el animecore, dando lugar a vídeos que combinaban personajes de anime con memes de animales y clips de personas bailando. Actualmente, el sillycore ha extendido su influencia a diversos ámbitos como la edición de vídeo, el arte, la ilustración, la moda y la música.

## Recepción
En los últimos años, usuarios de internet han adoptado esta estética para crear vídeos, dibujos, publicaciones y memes. Se han popularizado listas de reproducción llamadas silly-playlist, así como personajes representativos, reels y otras expresiones artísticas vinculadas al movimiento. A pesar de su presencia notable en diversos espacios de la cibercultura, el sillycore sigue siendo un estilo relativamente desconocido para el público general.

## Crítica
Una crítica común hacia el sillycore es que, al tener sus orígenes en los memes de internet, a menudo no se le considera un estilo propiamente dicho. Sin embargo, en tiempos recientes, numerosos creadores de contenido, artistas y usuarios de internet lo han adoptado como su estilo distintivo.
También se critica su premisa, tildándola de escapista e indiferente ante asuntos de mayor importancia. No obstante, sus defensores argumentan que el sillycore representa una respuesta lúdica a la sobrecarga de información y la seriedad del mundo contemporáneo, ofreciendo un espacio para la creatividad y el entretenimiento.